# Paratomoxioda fallaciosa
Paratomoxioda fallaciosa is een keversoort uit de familie spartelkevers (Mordellidae). De wetenschappelijke naam van de soort is voor het eerst geldig gepubliceerd in 1930 door Stshegoleva-Barovskaya.